# Hans Gallwitz

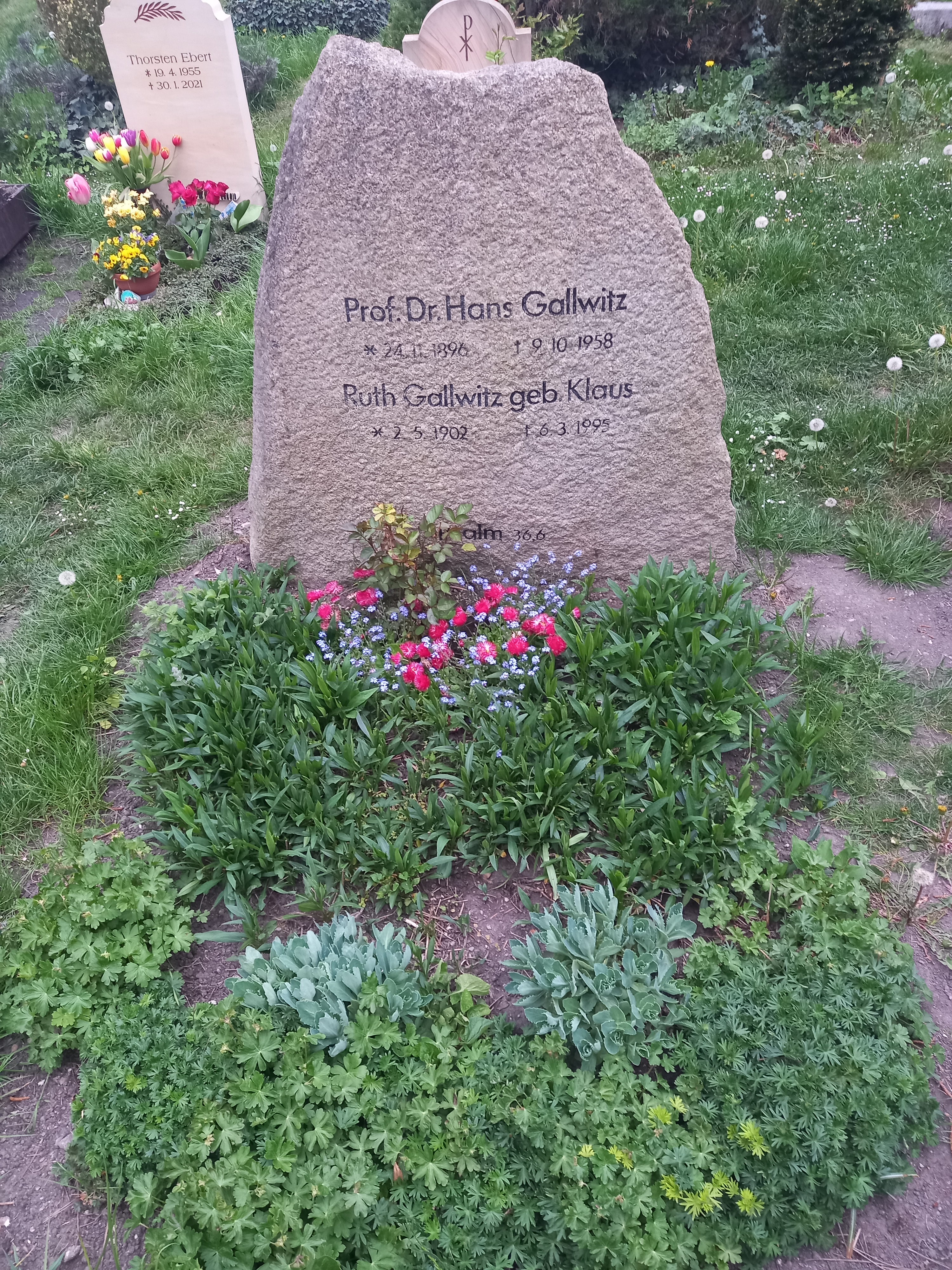
Das Grab von Hans Gallwitz und seiner Ehefrau Ruth geborene Klaus auf dem evangelischen Laurentiusfriedhof (Halle)

Hans Gallwitz, Erich Walter Hans-Friedrich Gallwitz, (* 24. November 1896 in Sigmaringen; † 9. Oktober 1958 in Leipzig) war ein deutscher Geologe und Paläontologe und Hochschullehrer an der Martin-Luther-Universität Halle-Wittenberg.

## Leben
Gallwitz meldete sich nach dem Notabitur 1914 in Halberstadt als Freiwilliger in den Ersten Weltkrieg, diente bis 1919 als Soldat und wurde viermal verwundet. Nach dem Krieg studierte er zunächst Theologie in Tübingen und ab 1922 Naturwissenschaften und speziell Geologie in Göttingen bei Hans Stille.
1926 wurde er promoviert und wurde Assistent am Mineralogisch-Geologischen Institut der TH Dresden, wo er sich 1929 in Geologie und Paläontologie habilitierte und 1935 nichtbeamteter außerplanmäßiger Professor wurde. 1934/35 war er Mitglied der SA, die er aber wieder verließ, so dass ein Ruf an die Universität Jena durch Einspruch des NS-Lehrerbundes verhindert wurde. Von 1939 bis 1945 war er Wehrgeologe (Balkan, Norwegen, Minsk, Alpen) und außerplanmäßiger Professor an der TH Wien.
1946 wurde Professor an der Universität Halle und Direktor des Geologisch-Paläontologischen Instituts. Von 1950 bis 1952 war er Dekan der Universität.
In der DDR kam es zu verschiedenen Reibereien mit dem Regime und Verfolgungen durch das Regime unter anderem weil er einen Studenten Vorlesungen besuchen ließ, der eigentlich wegen einer Reise nach Westdeutschland relegiert worden war. Außerdem gehörte er dem 1958 verbotenen Spirituskreis an. Er starb auf der Rückreise von einer Tagung in Wien.
Er befasste sich unter anderem mit Fossilien und Feinstratigraphie der eozänen Braunkohlelagerstätten im Geiseltal, wo er die systematischen Ausgrabungen von Johannes Weigelt und Johannes Walther aus der Zeit vor dem Krieg fortsetzte. Aus der Feinstratigraphie gelang ihm 1952 die Ableitung von Bodenbewegungen.
1949 gründete er das Hallesche Jahrbuch für mitteldeutsche Erdgeschichte und war Mitherausgeber der Geologica.
1950 wurde er Mitglied der Leopoldina und war ab 1952 bis zu seinem Tod Sekretär von deren naturwissenschaftlicher Abteilung. 1955 wurde er korrespondierendes Mitglied der Geologischen Gesellschaft in Wien.
Er heiratete 1928 Ruth Klaus und hatte mit ihr fünf Kinder, darunter Klaus Gallwitz.

## Schriften
- Stratigraphische und tektonische Untersuchungen an der Devon-Carbongrenze des Sauerlandes, Jahrbuch Preuß. Geolog. Landesanstalt, 1927, S. 487–527 (Dissertation)
- Geologie des Jeschkengebirges in Nordböhmen, Abh. Sächs. Geolog. Landesamt 10, 1930
- mit Roland Brinkmann: Der betische Aussenrand in Südost-Spanien, Abh. Ges. Wiss. Göttingen, Math.-Phys. Klasse, Folge 3, Heft 8, 1933 (Beiträge zur Geologie der westlichen Mediterrangebiete 10)
- Die Altersfolge der Intrusionen in der Elbtalzone, Berichte math.-phys. Klasse, Sächs. Akad. Wiss., Band 86, 1934, S. 351–382
- Eiskeile und glaziale Sedimentation, Geologica 2, Berlin: Akademie Verlag 1949
- Material zur Biostratonomie der Geiseltalfunde in den Jahren 1949 und 1950, Leipzig: Barth 1953
- Religion und Magie der Menschen in der Altsteinzeit, Berlin 1960